# Real Madrid Club de Fútbol 1997-1998
Questa voce raccoglie le informazioni riguardanti il Real Madrid Club de Fútbol nelle competizioni ufficiali della stagione 1997-1998.

## Rosa
| N. |                        | Ruolo | Calciatore             |
| -- | ---------------------- | ----- | ---------------------- |
| 1  | Spagna (bandiera)      | P     | Santiago Cañizares     |
| 2  | Spagna (bandiera)      | D     | Chendo                 |
| 3  | Brasile (bandiera)     | D     | Roberto Carlos         |
| 4  | Spagna (bandiera)      | D     | Fernando Hierro        |
| 5  | Spagna (bandiera)      | D     | Manuel Sanchís         |
| 6  | Argentina (bandiera)   | C     | Fernando Redondo       |
| 7  | Spagna (bandiera)      | A     | Raúl                   |
| 8  | Jugoslavia (bandiera)  | A     | Predrag Mijatović      |
| 9  | Croazia (bandiera)     | A     | Davor Šuker            |
| 10 | Paesi Bassi (bandiera) | C     | Clarence Seedorf       |
| 11 | Spagna (bandiera)      | C     | José Emilio Amavisca   |
| 12 | Spagna (bandiera)      | P     | Manuel Canabal Fiestra |
| 13 | Spagna (bandiera)      | P     | Pedro Contreras        |

| N. |                       | Ruolo | Calciatore         |
| -- | --------------------- | ----- | ------------------ |
| 14 | Spagna (bandiera)     | C     | Guti               |
| 15 | Spagna (bandiera)     | A     | Fernando Morientes |
| 16 | Spagna (bandiera)     | C     | Jaime              |
| 17 | Italia (bandiera)     | D     | Christian Panucci  |
| 18 | Spagna (bandiera)     | C     | Víctor Sánchez     |
| 19 | Spagna (bandiera)     | D     | Fernando Sanz      |
| 20 | Brasile (bandiera)    | C     | Sávio              |
| 21 | Brasile (bandiera)    | C     | Zé Roberto         |
| 22 | Portogallo (bandiera) | D     | Carlos Secretário  |
| 22 | Francia (bandiera)    | C     | Christian Karembeu |
| 23 | Spagna (bandiera)     | A     | Dani               |
| 24 | Spagna (bandiera)     | D     | Aitor Karanka      |
| 25 | Germania (bandiera)   | P     | Bodo Illgner       |